# Orthopsyche tipua
Orthopsyche tipua là một loài Trichoptera trong họ Hydropsychidae. Chúng phân bố ở miền Australasia.